# The Legend of Zelda (seria)
The Legend of Zelda - seria przygodowych gier akcji stworzona przez Shigeru Miyamoto i Takashi Tezukę wydawana i produkowana przez Nintendo na konsole firmy poza kilkoma wyjątkami (części wydane na CD-i oraz porty na nowsze konsole). W grach pojawiają się elementy gier akcji, przygodowych, fabularnych i logicznych. Pierwsza gra z serii została wydana w lutym 1986. Łącznie sprzedano ponad 136 milionów egzemplarzy gier (stan na marzec 2022). Seria została nazwana przez CD-Action „obowiązkową pozycją dla fanów jRPG”.

## Rozgrywka
Gry z serii zawierają mieszankę zagadek logicznych, akcji, walki i eksploracji. Ta podstawa pozostała taka sama przez wszystkie główne części z różnymi wzbogaceniami i usprawnieniami, a także dostosowaniami do nowych technologii (przede wszystkim w Ocarina of Time). Pomimo że główną fabułę gry można przejść bez eksploracji, gry nagradzają gracza za nią różnymi przedmiotami pomagającymi w dalszej rozgrywce a także oferują różne zadania poboczne. Świat w głównych odsłonach serii składa się z częściowo otwartego świata i tzw. dungeon'ów, czyli małych terenów (zazwyczaj świątyń) w których dzięki walce i odnajdywaniu nowych przedmiotów, które mają pomóc w odnalezieniu głównego przeciwnika etapu.

## Fabuła
Akcja większości gier z serii odbywa się w fantastycznym królestwie Hyrule, inspirowanym średniowieczną Europą. Zamieszkany on jest głównie przez Hylian, którzy przypominają ludzi, ale mają spiczaste uszy. Według opowieści zawartych w grach świat został utworzony przez trzy złote boginie (ang. Golden Godessess): Din, Farore i Nayru. Pozostawiły one po sobie artefakt zwany Triforce'em. Dzieli się on na trzy części i każda z nich daje jego użytkownikowi moc odpowiadające cnocie jednej z bogiń: mocy, mądrości lub męstwa. Połączony Triforce może spełnić każde życzenie jego posiadacza, dlatego dla bezpieczeństwa został on zamknięty w alternatywnym świecie nazywanym "Sacred Realm". Istnieje tylko jedno przejście do niego poprzez Świątynię Czasu. Jeżeli ktoś ceni każdą z cnót po równo otrzyma cały artefakt, jeżeli jednak poszukuje tylko jedną z nich, otrzyma tylko jedną część, a pozostałe zostaną przekazane osobom wybranym przez przeznaczenie. Główne postacie serii pojawiają się w prawie wszystkich jej odsłonach. Duch Linka reinkarnuje się w różnych osobach, Zeldy są spokrewnione ze sobą (wszystkie córki rodziny królewskiej Hyrule mają to imię) a Ganon (w ludzkiej postaci nazywany Ganondorfem) odradza się lub łamie nałożone na niego czary. Każdemu z nich przypisuje się także jedną część Triforce'u: Ganonowi Triforce Mocy, Zeldzie Triforce Mądrości a Linkowi Triforce Męstwa.

### The Legend of Zelda: Skyward Sword
Jako pierwszy Triforce próbował przejąć król demonów Demise. Został jednak pokonany przez boginię Hylię, zesłaną przez złote boginie jako strażniczkę Triforce'u. Aby upewnić się, że nie powróci on Hylia umieściła mieszkańców Hyrule na wyspie Skyloft w powietrzu aby ich ochronić oraz utworzyła miecz Master Sword (jeden ze wspólnych elementów gier z serii) przeznaczony dla wybrańca, Linka. Odrzuciła ona także swoją boskość aby odrodzić się wśród mieszkańców Skyloft jako Zelda. Demise'owi udało się uciec, ale Linkowi i Zeldzie udało się go powstrzymać. Złożył on jednak obietnicę, że jego gniew będzie się odradzał i na zawsze będzie dotykał potomków Zeldy i reinkarnacje Linka.

### The Legend of Zelda: Ocarina of Time
Wiele lat później ta obietnica spełniła się, kiedy Ganondorf (uznawany czasami za reinkarnację Demise'a) wchodzi do Sacred Realm, jednak przez swoją chęć przejęcia Triforce'u dla mocy otrzymuje tylko tę jego część. Triforce mądrości zostaje przekazany Zeldzie, a męstwa Linkowi. Bohater zmuszony jest walczyć z Ganonem. W tym momencie dochodzi do podziału linii czasowej na trzy części.
- Linia czasowa dziecka: Link wygrywa z Ganondorfem i zostaje wysłany w przeszłość aby ostrzec Zeldę przed Ganondorfem.

- Linia czasowa dorosłego: Linia czasowa pokazuje wydarzenia po odesłaniu Linka w przeszłość i co za tym idzie jego zniknięciu.

- Linia czasowa upadłego bohatera: Link przegrywa z Ganondorfem, ale Zelda go pokonuje[12].

## Gry z serii
| Nazwa gry                                   | Rok wydania                           | Platforma                  | Przypis |
| ------------------------------------------- | ------------------------------------- | -------------------------- | ------- |
| The Legend of Zelda                         | 1986 – Japonia 1987 – Ameryka, Europa | Famicom / NES              |         |
| Zelda II: The Adventure of Link             | 1987 – Japonia 1988 – Ameryka, Europa | Famicom Disk System / NES  |         |
| The Legend of Zelda: A Link to the Past     | 1991 – Japonia 1992 – Ameryka, Europa | Super Famicom (SFC) / SNES |         |
| The Legend of Zelda: Link’s Awakening       | 1993                                  | Game Boy                   |         |
| The Legend of Zelda: Ocarina of Time        | 1998                                  | Nintendo 64                |         |
| The Legend of Zelda: Link’s Awakening DX    | 1998                                  | Game Boy Color             |         |
| The Legend of Zelda: Majora’s Mask          | 2000                                  | Nintendo 64                |         |
| The Legend of Zelda: Oracle of Seasons      | 2001                                  | Game Boy Color             |         |
| The Legend of Zelda: Oracle of Ages         | 2001                                  | Game Boy Color             |         |
| The Legend of Zelda: Four Swords            | 2002 – Ameryka 2003 – Japonia, Europa | Game Boy Advance           |         |
| The Legend of Zelda: The Wind Waker         | 2002 – Japonia 2003 – Ameryka, Europa | Nintendo GameCube          |         |
| The Legend of Zelda: Four Swords Adventures | 2004 – Japonia, Ameryka 2005 – Europa | Nintendo GameCube          |         |
| The Legend of Zelda: The Minish Cap         | 2004 – Japonia, Europa 2005 – Ameryka | Game Boy Advance           |         |
| The Legend of Zelda: Twilight Princess      | 2006                                  | Nintendo GameCube, Wii     |         |
| The Legend of Zelda: Phantom Hourglass      | 2007                                  | Nintendo DS                |         |
| The Legend of Zelda: Spirit Tracks          | 2009                                  | Nintendo DS                |         |
| The Legend of Zelda: Ocarina of Time 3D     | 2011                                  | 3DS                        |         |
| The Legend of Zelda: Skyward Sword          | 2011                                  | Wii                        | [ 13 ]  |
| The Legend of Zelda: The Wind Waker HD      | 2013                                  | Wii U                      |         |
| The Legend of Zelda: A Link Between Worlds  | 2013                                  | 3DS                        |         |
| The Legend of Zelda: Majora’s Mask 3D       | 2015                                  | 3DS                        |         |
| The Legend of Zelda: Tri Force Heroes       | 2015                                  | 3DS                        |         |
| The Legend of Zelda: Twilight Princess HD   | 2016                                  | Wii U                      |         |
| The Legend of Zelda: Breath of the Wild     | 2017                                  | Wii U, Nintendo Switch     | [ 14 ]  |
| The Legend of Zelda: Skyward Sword HD       | 2021                                  | Nintendo Switch            | [ 15 ]  |
| The Legend of Zelda: Tears of the Kingdom   | 2023                                  | Nintendo Switch            | [ 16 ]  |
| The Legend of Zelda: Echoes of Wisdom       | 2024                                  | Nintendo Switch            |         |

### Pozostałe
- Link: The Faces of Evil – CD-i
- Zelda: The Wand of Gamelon – CD-i
- Zelda's Adventure – CD-i

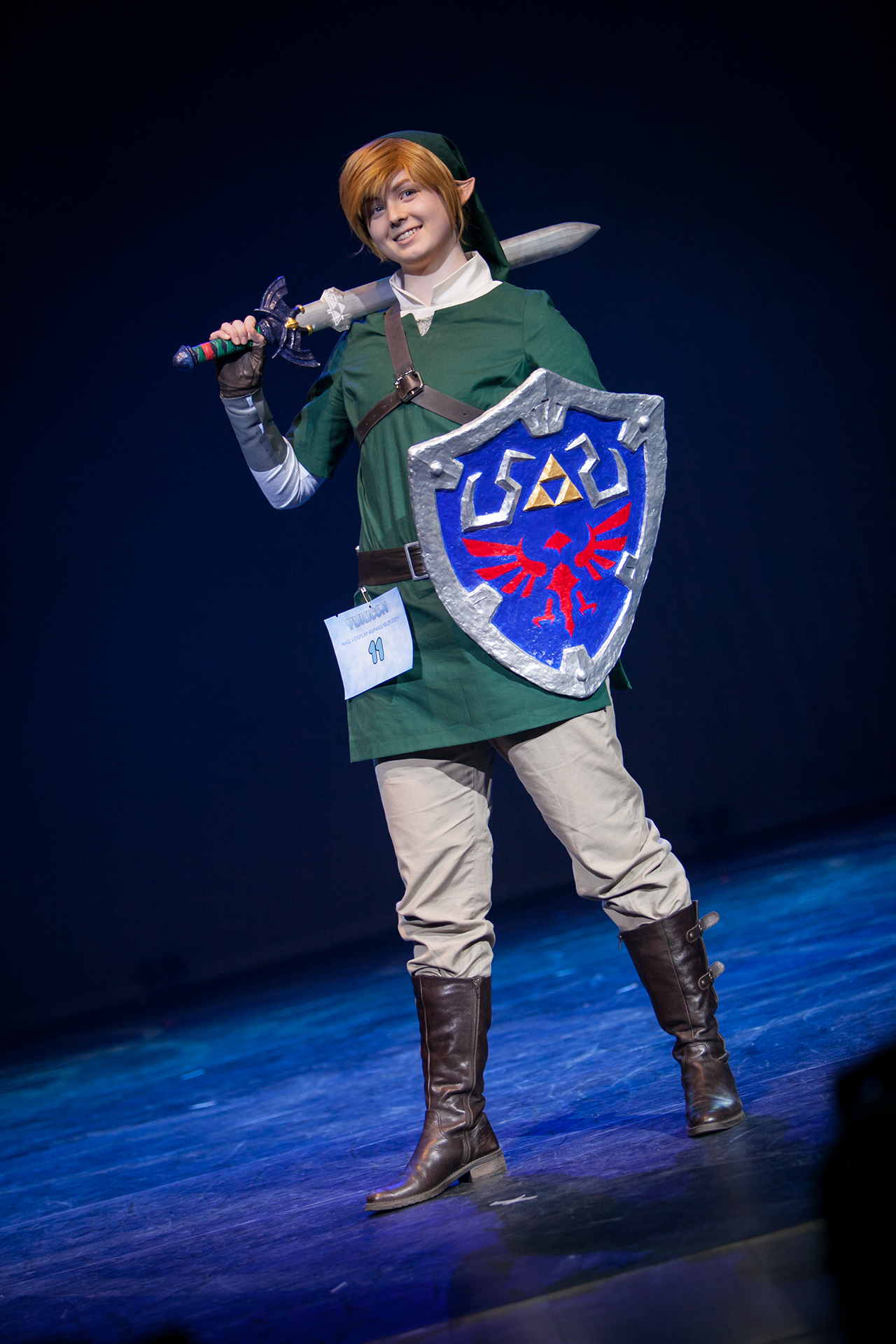
Cosplay – Link

- BS Zelda (1995 – Super Famicom (SFC), Satellaview),
- BS Zelda: Kodai no Sekiban (1997 – Super Famicom (SFC), Satellaview),
- The Legend of Zelda: Ocarina of Time Master Quest (2002 Japonia, 2003 Ameryka, Europa – Nintendo GameCube).

### Remake
- The Legend of Zelda: Link’s Awakening DX (1998 – Game Boy Color),
- The Legend of Zelda – wydana dla Game Boy Advance w 2004 jako część NES Classics,
- Zelda II: The Adventure of Link – wydana dla Game Boy Advance w 2004,
- The Legend of Zelda: A Link to the Past – wydana razem z Four Swords (2002 USA, 2003 Japonia – Game Boy Advance),
- The Legend of Zelda: Ocarina of Time Master Quest – wydana razem z The Wind Waker (2002 Japonia, 2003 USA, Europa – GameCube),
- The Legend of Zelda: Collector's Edition (2003 – GameCube).
- The Legend of Zelda: Ocarina of Time 3D (2011 – Nintendo 3DS)
- The Legend of Zelda: The Wind Waker HD (2013 – Wii U)
- The Legend of Zelda: Majora’s Mask 3D (2015 – Nintendo 3DS)
- The Legend of Zelda: Link’s Awakening (2019 – Nintendo Switch)
- The Legend of Zelda: Skyward Sword HD (2021 – Nintendo Switch)[15]

### Klony
- Fantastic World 2 – klon wydany na platformę Atari ST
- Fanwor – gra wydana w 2000 roku, będąca kontynuacją Fantastic World 2[17]